# Synasterope brevisetae
Synasterope brevisetae is een mosselkreeftjessoort uit de familie van de Cylindroleberididae. De wetenschappelijke naam van de soort is voor het eerst geldig gepubliceerd in 1985 door Hartmann.